# 태양3C
태양3C 주식회사는 강원특별자치도 홍천군에 본사를 둔 자동차 부품 제조업체이다.

## 역사 및 현황

### 1980~1990년대
- 1988년 2월: 태양상사에서 태양기연 주식회사로 법인전환
- 1991년 2월:본사 사옥 신축 및 이전(서울특별시 양천구 오목로 80)
- 1995년 3월: 제조업 등록 및 신월공장 가동
- 1996년 11월: 홍천공장 준공(강원도 홍천군 홍천읍 농공단지길 23-18)
- 1999년 7월: ISO 9001 인증 획득 (영국 BSI)

### 2000년대
- 2000년 9월: EN 46002 인증 획득 (독일 TUV)
- 2001년 8월: 미국 MICRO WIRE TRANSMISSION SYSTEMS, INC. 설립
- 2002년 3월:기술연구소 설립(서울특별시 양천구 오목로 80)
- 2002년 7월 태양3C 주식회사로 상호 변경
- 2002년 8월: 주식 액면분할(@5,000 → @500) 및 30% 무상감자
- 2003년 1월: 김해지사 설치(경상남도 김해시 주촌면 골든루트로 129번길 54)
- 2004년 10월: 벤처기업 등록(중기청 인증)
- 2005년 10월: K4공장 설치(강원도 홍천군 홍천읍 농공단지길 23-21)
- 2006년 2월:본점 이전(강원도 홍천군 홍천읍 농공단지길 23-21)
- 2006년 3월: 서울사무소 설치(서울특별시 양천구 오목로 80)
- 2006년 4월: 중소기업청 기술혁신형 중소기업(INNO-BIZ) 선정
- 2008년 7월: 중국 SHANGHAI SILK LADY INTERNATIONAL TRADING Co., Ltd. 설립

### 2010년대
- 2011년 11월: 현대자동차 SQ인증 획득
- 2013년 11월: 홍천공장 증축
- 2016년 12월: 중국 NANJING HANQIANG ELECTRONIC TECHNOLOGY Co., Ltd. 설립
- 2018년 10월: (주)메리트 지분 100% 인수 및 자회사 편입

### 2020년대
- 2021년 6월: 인도 3C TAE YANG INDIA PRIVATE LIMITED 설립
- 2021년 7월: (주)큐인테크 지분 100% 인수 및 자회사 편입
- 2022년 5월: 미국 3C AMERICA INC 설립
- 2022년 8월: 태양단자(주) 100% 인수 및 자회사 편입
- 2023년 1월: 코넥스 시장 상장[4]
- 2023년 2월: 마곡R&D센터 준공 및 입주(서울시 강서구 마곡중앙12로 49)
- 2024년 12월: 제61회 무역의날 1천만불 수출의 탑 수상

## 사업장 현황
- 본사: 강원특별자치도 홍천군 홍천읍 농공단지길 23-21[5]
- R&D 센터: 서울특별시 강서구 마곡중앙 12로 49
- 김해지사: 경상남도 김해시 주촌면 골든루트로 129번길 54